# ぷあぷあ?
『ぷあぷあ?』は、コンノトヒロによる日本の4コマ漫画作品。『別冊少年マガジン』（講談社）2009年10月号（創刊号）から2012年12月号まで連載されていた。
女子高生の結川まゆと幼稚園児の妹、らいとふう。母は故人、父は失踪中の貧乏一家だが、持ち前の明るさと天然の押し出しで乗り切る4コマギャグ漫画。
出張読み切りとして『週刊少年マガジン』2009年49号・2010年11号・2011年19号,48号及び、『マガジンSPECIAL』2011年No.2にも掲載されている。

## 登場人物

### 結川家
結川まゆ（ゆいかわ まゆ）
本作の主人公であり、結川家の長女。天然鉄壁のポジティブ精神とたくましくも天真爛漫な人柄で、貧乏に一片たりとも挫けぬ高校生。生活費はアルバイトで稼ぎ、自宅では自家製大根の栽培もしているが、親の借金もあるため生活は楽にならない。慢性的空腹で時々倒れるが、食生活に似合わぬほどに発達した巨乳と消化能力を持つ。彼女が通う学校は裕福な家の子女向けの学校だが、入学および在籍の経緯は謎。将来は保育士志望である。
寝間着以外の私服はないため、常に学校の制服を着ている。後頭部に謎のキノコが生えているが、犬ポリバケツ以外誰も気付いていない。
結川らい（ゆいかわ らい）
まゆの妹。いつでも明るく元気な行動派幼稚園児。姉に負けぬハングリー精神で、食べられる可能性のあるものには全力で挑む。箸はまだ握り持ち。妹のふうと絶妙なコンビネーションで空腹解消と姉のサポートに励むが、モラルハザードは慎む義理堅さもある。
結川ふう（ゆいかわ ふう）
まゆとらいの妹。年齢は不明だが末っ子である。クールで落ち着いた頭脳派幼稚園児で、なぜか犬ポリバケツの存在を唯一知っており、会話もできる。一家では体調悪化が最も少ない高耐久体質。母に作ってもらった猫のぬいぐるみを大切に持っている。　
犬ポリバケツ
貧乏に引きつけられ、結川家にふらりと現れた貧乏の妖精。胴が新品のポリバケツで頭と四肢と尾は犬。貧乏人が近づくと尾を振り、お金持ちは苦手。貧乏な家のゴミを嗅ぎつけて捨ててくれる習性がある。言葉を話すことができないので謎の多い存在だが、悪意は無いようなので結川家に住みつく。
お母さん
ふうとらいを生んで間もなく他界しており、遺影のみで登場。生前は役者か芸人だったらしく、幽霊コントでの写真を遺影にしている。
形見のブルマーはまゆが体操着として使用中。
お父さん
行方不明のため、主にまゆの回想で登場。さすらいの武道家もしくはストリートファイターらしく、日々戦っていたため働いているところは娘の記憶にも無い。

### 友人
姫宮サツキ（ひめみや サツキ）
まゆの親友で同級生。ツインテールの髪型が特徴。実家は大金持ちで、常に黒服のボディーガードを連れている。典型的な高飛車お嬢様だが、仕事で忙しい両親と会えず寂しがりな性格でもある。そのため姉御肌のショーコに強く惚れており、まゆに嫉妬しつつ友達付き合いする一方で、勢いあまってMの気に覚醒する百合気質のツンデレ娘。貧乳を気にしているが、お尻は大きいらしい。アレクサンダーという犬を飼っている。
ショーコ
まゆの幼馴染みでクラスメート。実家は裕福、才色兼備で喧嘩達人、豊かな背と乳を持ち、面倒見の良い姉御肌の女の子だが、名字不明で謎も多い。動物好きと爆発恐怖症が弱点。過去にまゆの父と戦って敗れたらしいが、まゆ達姉妹とは仲良しである。
関ヶ原ユウキ（せきがはら ユウキ）
まゆたちの学校の風鬼（＝風紀）委員長。多数の戦闘員を従えている。正確な年齢は不明だが、飛び級進学のため心身ともにまだ幼く、泣き虫。学校の風紀を乱す存在としてまゆ、サツキ、ショーコを取り締まろうとするが、本音は友達にもなりたい人恋しい性格。正義感が強いゆえにヒーロー番組の熱心なファンでもある。
佐藤ヨシコ（さとう ヨシコ）
まゆのクラスメート。まゆ、サツキ、ショーコの仲の良さに憧れ、友達になろうとする。苦手な唐揚げをまゆに分けていることから「からあげさん」の名で呼ばれる。名前も性格も乳も普通で地味なため、本名をなかなか覚えてもらえないのが悩みだが、用意の良さと常識的な優しさでツッコミだけでなくリアクションやスルー落ちのキャラとしても活躍を増やしつつある。特技は料理と雨乞い。

### 教師
ミコト先生
まゆたちの担任を務める体育教師。赤い色を好み、ジャージも下着も褌も赤で統一。極度に涙もろい熱血純情な独身乙女。結川家の窮状に涙腺が度々緩まされる。酒癖が悪く、酔うとモラルも緩む。
ユズコ先生
らいとふうが通う幼稚園の保母。友人のミコトより控えめで落ち着いた性格だが、酔うと多少緩む。特技は「お尻振り踊り」だが、幼稚園以外では封印芸である。

## 単行本
講談社よりワイドKCとして刊行されている。2巻の帯には福本伸行からのコメントあり。
1. 2010年5月17日発売 ISBN 978-4-06-337692-0
2. 2011年1月7日発売 ISBN 978-4-06-337710-1
3. 2011年10月7日発売 ISBN 978-4-06-337731-6
4. 2012年6月8日発売 ISBN 978-4-06-337745-3
5. 2013年1月9日発売 ISBN 978-4-06-337765-1